# Люк де Клап'є де Вовенарг
Люк де Клап'є де Вовенарг (фр. Luc de Clapiers, marquis de Vauvenargues; 6 серпня 1715, Екс-ан-Прованс — 28 травня 1747, Париж) — французький філософ, письменник-мораліст.

## Біографія
Брав участь в Італійській і Богемської кампаніях 1735 та 1742 р.; захворів віспою, яка назавжди спотворила його, і вийшов у відставку; хвороба перешкодила йому також зробити дипломатичну кар'єру, і Вовенарг цілком віддався літературним заняттям. Ще лейтенантом, під час Богемської кампанії, Вовенарг послав Вольтерові написаний ним порівняльний етюд про Корнеля і Расіна, де вихваляв другого за рахунок першого. Вольтер одразу помітив у молодого офіцера неабиякі здібності. Залишивши службу, Вовенарг оселився в Парижі, де був частим гостем у Вольтера та Мармонтеля. Молодий мораліст мав глибокий вплив на Вольтера. В 1746 р. він видав невеликий томик, до якого увійшли: «Introduction à la connaissance de l'esprit humain», «Réflexions sur divers sujets», «Conseils à un jeune homme», «Réflexions critiques sur divers poètes», «Fragments sur les orateurs et sur La Bruyère», «Méditation sur la foi „і“ Paradoxes mêlés de Réflexions et de Maximes». А рік по тому він помер, за словами Мармонтеля, як «християнин-філософ».

## Твори
- Vauvenargues, Oeuvres complètes, reed. Archives Kareline, 2008
- Introduction à la connaissance de l'esprit humain. 1746
- Réflexions sur divers sujets ; fragments dans le seconde édition.
- Conseil à un jeune homme. (adressés à Hippolyte de Seytres).
- Discours sur la gloire.
- Traité du libre arbitre. 1744
- Imitation de Pascal; Méditation sur la Foi.
- Réflexions critiques sur quelques poètes.
- Fragments.
- Sur quelques caractères.
- Réflexions et maximes. 1746
- Correspondance avec Voltaire (établie en 2006), Mirabeau, Saint-Vincens, etc…
- Dialogues.

## Видання творів
- Vauvenargues, Œuvres, publiées avec une introduction et des notices par Pierre Varillon, 3 tomes, A la cité des livres, 1929.
- Vauvenargues, Réflexions et maximes, édition intégrale, avec introduction, notes critiques et variantes, par J-Roger Charbonnel Librairie Croville, Paris, 1934.